# متغير قيفاوي

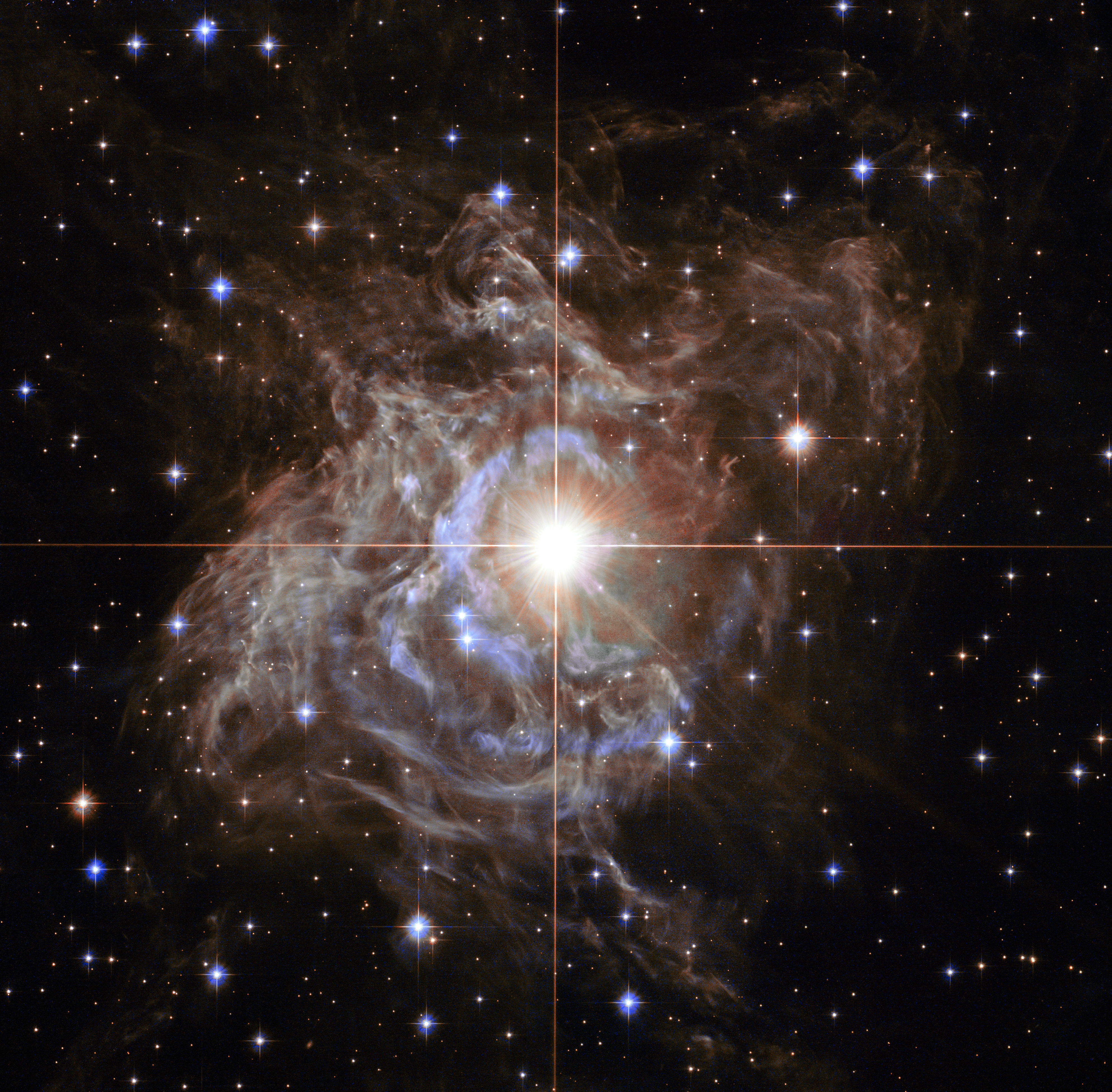
النجم RS الكوثل أحد أشد النجوم لمعانا من نوع متغير قيفاوي في مجرة درب التبانة؛ وصورة التقطت من تلسكوب هابل الفضائي

متغير قيفاويّ (بالإنجليزية: Cepheid variable)‏ هو أهمّ النّجوم النّابضة وأشهرها على الإطلاق. سمّي هذا النّمط كذلك نسبة إلى دلتا الملتهب أوّل نجم مكتشف من هذه الفئة، وهو موجود في كوكبة الملتهب. النجوم المتغيرة القيفاوية هي نجوم ضخمة جدا أكبر حجماً من الشمس أكثر من 200 مرة، ساخنة جدا بحيث تنطلق منها مادة وغازات ورياح نجمية على دورات.
يمكن تقسيم هذه الفئة من النجوم الضخمة شديدة النشاط إلى ثلاثة أنماط أساسيّة هي:
- أشباه «دلتا قيفاوس» Delta Cephei وهي من الجمهرة الأولى.
- أشباه متغير العذراء السادس W Virginis وهي من الجمهرة الثانية.
- أشباه متغير الشلياق العاشر RR Lyrae وهي من الجمهرة الثانية.

يكمن سبب تغيّر إشعاع هذه النّجوم في تكوّن موجات مادية صوتيّة في داخل النّجم ما يؤدّي إلى تمدد ثم إلى انقباض.
يمكن حساب القدر المطلق للنجم إذا قيست دورة التغير، واعتبار المسافة التي تفصلنا عنه، استنادا إلى علاقة إشعاع النجم بالدورة، اكتشفت تلك العلاقة هنريتا ليفيت سنة 1912 م عند دراستها لهذه النجوم في جدافيا ماجلان.

## أمثـــلة

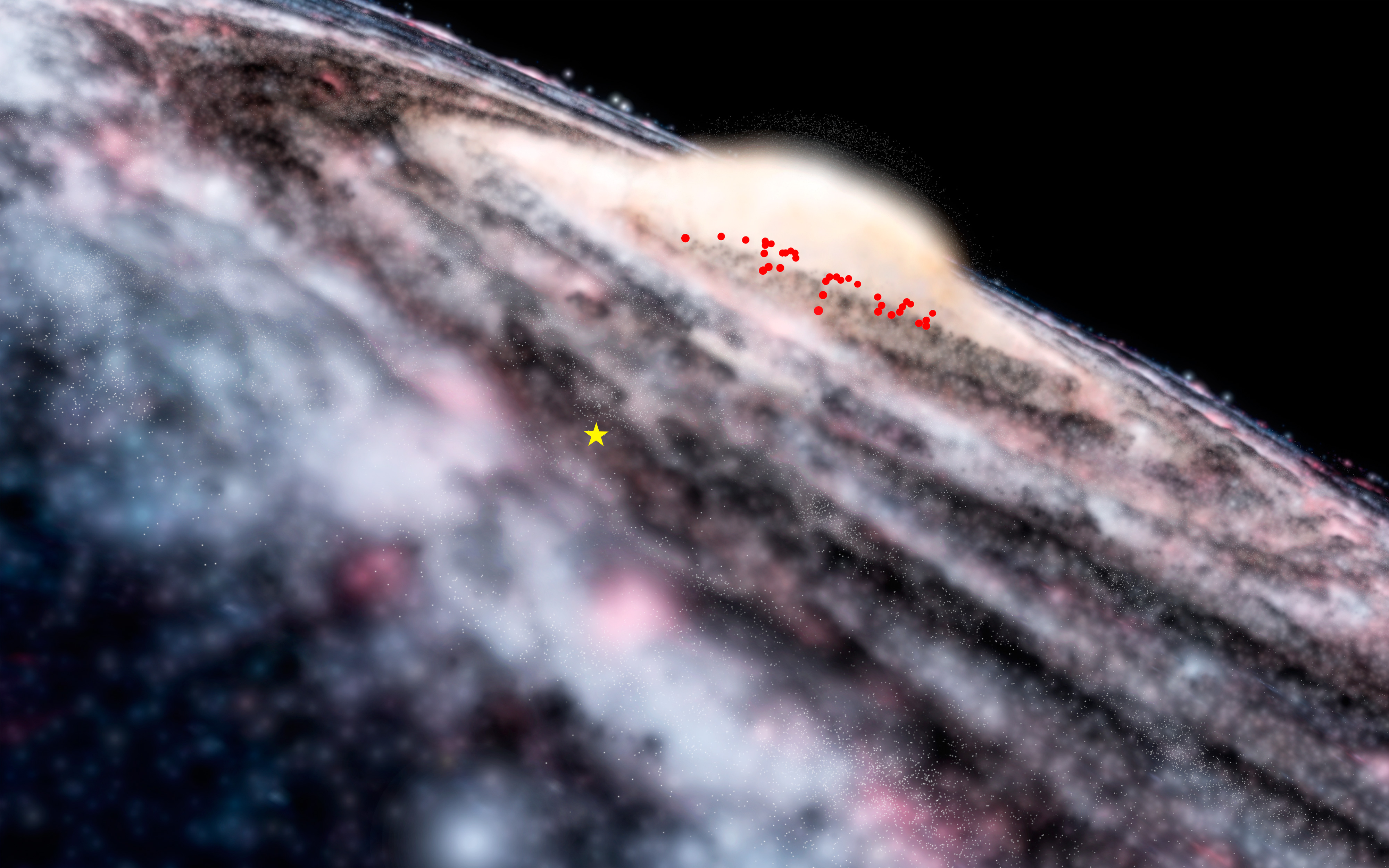
تمثيل متغير قيفاوي (النقط الحمراء) في وسط درب التبانة بالقرب من الحوصلة؛ بينما موقعنا في المجرة معلم باشارة نجمة.

- أمثلة المتغيرات القديمة: Eta Aquilae، Zeta Geminorum، Beta Doradus، RT Aurigae، نجم الشمال، دلتا الملتهب.
- نوع قيفاوي II W Virginis and BL Herculis.[3]
- قيفاوي شاذ: XZ Ceti[4] and BL Boötis.

## اقرأ أيضًا
- آر إس بوبيس
- إن جي سي 2403
- دلتا الملتهب